# Valanjou
Valanjou ist eine Ortschaft und ehemalige Gemeinde mit 2231 Einwohnern (Stand: 1. Januar 2022) im französischen Département Maine-et-Loire in der Region Pays de la Loire. Sie gehörte zum Arrondissement Angers. Die Einwohner werden Valanjevins und Valanjevines genannt.
Der Erlass des Präfekten vom 24. September 2015 legte mit Wirkung zum 15. Dezember 2015 die Eingliederung von Valanjou als Commune déléguée gemeinsam mit zwölf bis dahin selbstständigen Gemeinden und Ortschaften zur Commune nouvelle Chemillé-en-Anjou fest.

## Geografie

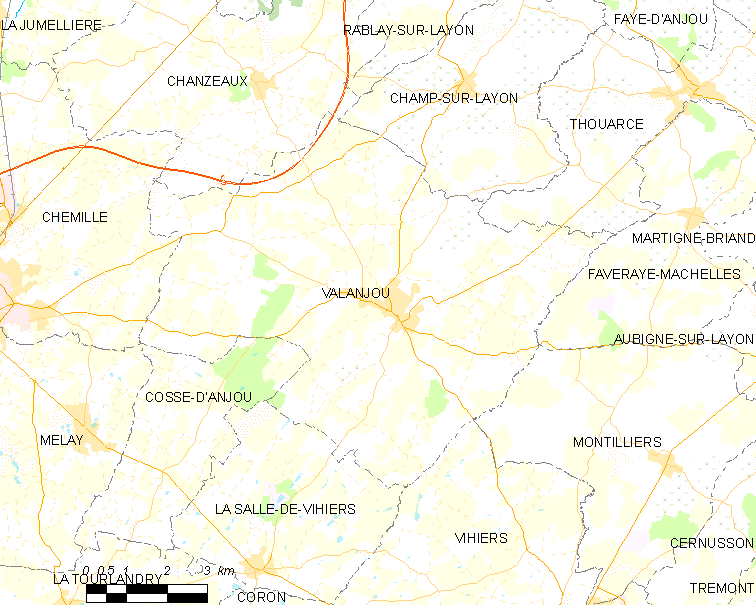
Karte von Valanjou

Valanjou liegt etwa 29 Kilometer südsüdwestlich von Angers, etwa 40 Kilometer westsüdwestlich von Saumur und etwa 27 Kilometer nordöstlich von Cholet in der Région naturelle der Mauges, Teil der historischen Provinz des Anjou. Das Gebiet von Valanjou liegt im äußersten Südosten des Armorikanischen Massivs. Aus geologischer Sicht besteht der Untergrund aus metamorphem Gestein (diverser Schiefer und Ton) und Boden aus dem Tertiär (Molasse von Muschelsand). Das Bodenrelief ist insgesamt hügelig mit Höhen über 100 m südwestlich des Ortszentrums, welches sich mit seinen beiden Ortsteilen Joué-Étiau und Gonnord auf etwa 73 m Höhe befindet. Das Ortsgebiet wird entwässert von den Bächen Ruisseau du Javoineau, Ruisseau de la Frappinière, Ruisseau du Corail, Ruisseau du Boisneau und verschiedenen kleineren Wasserläufen.
Umgeben wird Valanjou von drei Nachbargemeinden und fünf Communes déléguées von Chemillé-en-Anjou:
| Chanzeaux (Commune déléguée) |                                                                         | Bellevigne-en-Layon |
| Chemillé (Commune déléguée)  | Kompassrose, die auf Nachbargemeinden zeigt                             | Montilliers         |
| Melay (Commune déléguée)     | Cossé-d’Anjou (Commune déléguée) La Salle-de-Vihiers (Commune déléguée) | Lys-Haut-Layon      |

## Toponymie und Geschichte
Die ehemalige Gemeinde Valanjou entstand am 1. Januar 1974 aus dem Zusammenschluss der vormals eigenständigen Gemeinden Joué-Étiau und Gonnord. Die Gemeinde Joué-Étiau wiederum wurde während der Französischen Revolution aus den Gemeinden Joué und Étiau gebildet.
Frühere Formen des Ortsnamens von Joué waren Jucundiacum (844) und Gaudiacum (1047). Der Name geht auf eine karolingischen Villa zurück, die vor 844 an das Kapitel von Saint-Maurice in Angers gestiftet wurde. Die Kirche von Joué wurde am Ende des 13. Jahrhunderts befestigt, ein Ritter wurde auf Wunsch der Einwohner mit dem Schutz beauftragt. Der Kirchturm erhielt hierbei Zinnen und Pechnasen.
Frühere Formen des Ortsnamens von Étiau waren Estivale (1130) und Estiale (1242). Das Gebiet von Étiau lag teilweise auf dem Gelände der gleichen karolingischen Villa. Das Kapitel von Saint-Maurice in Angers gründete eine Pfarrgemeinde, die ab 1104 in den Schriften erschien. Das Kapitel, das direkt dem König unterstand, bildete mit den Pfarrgemeinden von Joué und Étiau sowie einem Teil von Chanzeaux die Kastellanei Joué-Étiau.
Neben der Kirche von Étiau wurde eine Burg errichtet, die am 16. Januar 1431 zerstört wurde. Die Pfarrgemeinde verlor gleichzeitig ihre Bedeutung. Der Pfarrer ließ sich in Joué nieder. Es etablierte sich eine Gewohnheit, nach der die Pfarrer von Joué und Étiau wochenweise abwechselnd die seelsorgerische Betreuung in beiden Gemeinden ausübten. Dabei wurden in beiden Orte jeweils ein Pfarrhaus unterhalten. Am Ende des 16. Jahrhunderts wurde das Kapitel von Angers gebeten, diese Vorgehensweise angemessen zu regeln.
Frühere Formen des Ortsnamens von Gonnord waren:
Goenordus (1020), Goanort, Goarnort (1021 und 1069), Parochia que dicitur Goenort (1029), Goernort (1120), Goenort (1122–1146), Gonort (1240), la ville de Gonnort (1392).
Gonnard war im Ursprung ein Lehen von Vihiers (heute Ortsteil von Lys-Haut-Layon). Die Lehnsherrenfamilie starb Mitte des 13. Jahrhunderts aus. Im Rahmen des Hundertjährigen Kriegs wurde die Burg 1230 von englischen Truppen erobert und zerstört. Das Lehen ging in der Folge in mehrere Hände. Artus de Cossé begann 1575 mit dem Wiederaufbau des Schlosses. Am 30. März 1793 besetzten royalistische Truppen das Schloss, das im Laufe des Kampfs vollständig abbrannte. Die Reste wurden am 22. Juli 1796 als Nationalgut verkauft.
Zwei Kirchen in Gonnard, geweiht den heiligen Petrus und Johannes, erscheinen im 11. Jahrhundert im Kopialbuch der Abtei Saint-Florent in Saumur. Der Bischof von Angers und der Seigneur von Vihiers übergaben ihre feudalen Rechte 1069 gegen Bezahlung den Mönchen von Saint-Florent. Im 12. Jahrhundert erscheint die Kirche Saint-Jean verschwunden zu sein. Die Kirche Saint-Pierre wurde am Ende des 18. Jahrhunderts, während des Aufstands der Vendée, des bewaffneten Kampfs der royalistisch-katholisch gesinnten Landbevölkerung gegen Repräsentanten und Truppen der Ersten Französischen Republik, in Brand gesteckt.

## Bevölkerungsentwicklung
| Joué-Étiau: Einwohnerzahlen von 1793 bis 1968 | Joué-Étiau: Einwohnerzahlen von 1793 bis 1968 | Joué-Étiau: Einwohnerzahlen von 1793 bis 1968 | Joué-Étiau: Einwohnerzahlen von 1793 bis 1968 | Joué-Étiau: Einwohnerzahlen von 1793 bis 1968 |
| --------------------------------------------- | --------------------------------------------- | --------------------------------------------- | --------------------------------------------- | --------------------------------------------- |
| Jahr                                          |                                               |                                               |                                               | Einwohner                                     |
| 1793                                          | 1793                                          |                                               | 1.145                                         | 1.145                                         |
| 1800                                          | 1800                                          |                                               | 1.147                                         | 1.147                                         |
| 1806                                          | 1806                                          |                                               | 722                                           | 722                                           |
| 1821                                          | 1821                                          |                                               | 1.013                                         | 1.013                                         |
| 1831                                          | 1831                                          |                                               | 1.062                                         | 1.062                                         |
| 1836                                          | 1836                                          |                                               | 1.066                                         | 1.066                                         |
| 1841                                          | 1841                                          |                                               | 1.100                                         | 1.100                                         |
| 1846                                          | 1846                                          |                                               | 1.165                                         | 1.165                                         |
| 1851                                          | 1851                                          |                                               | 1.177                                         | 1.177                                         |
| 1856                                          | 1856                                          |                                               | 1.229                                         | 1.229                                         |
| 1861                                          | 1861                                          |                                               | 1.171                                         | 1.171                                         |
| 1866                                          | 1866                                          |                                               | 1.114                                         | 1.114                                         |
| 1872                                          | 1872                                          |                                               | 1.046                                         | 1.046                                         |
| 1876                                          | 1876                                          |                                               | 1.038                                         | 1.038                                         |
| 1881                                          | 1881                                          |                                               | 1.021                                         | 1.021                                         |
| 1886                                          | 1886                                          |                                               | 1.004                                         | 1.004                                         |
| 1891                                          | 1891                                          |                                               | 964                                           | 964                                           |
| 1896                                          | 1896                                          |                                               | 919                                           | 919                                           |
| 1901                                          | 1901                                          |                                               | 883                                           | 883                                           |
| 1906                                          | 1906                                          |                                               | 830                                           | 830                                           |
| 1911                                          | 1911                                          |                                               | 830                                           | 830                                           |
| 1921                                          | 1921                                          |                                               | 816                                           | 816                                           |
| 1926                                          | 1926                                          |                                               | 832                                           | 832                                           |
| 1931                                          | 1931                                          |                                               | 788                                           | 788                                           |
| 1936                                          | 1936                                          |                                               | 797                                           | 797                                           |
| 1946                                          | 1946                                          |                                               | 727                                           | 727                                           |
| 1954                                          | 1954                                          |                                               | 745                                           | 745                                           |
| 1962                                          | 1962                                          |                                               | 734                                           | 734                                           |
| 1968                                          | 1968                                          |                                               | 772                                           | 772                                           |
| Quelle(n): EHESS/Cassini                      |                                               |                                               |                                               |                                               |

| Gonnord: Einwohnerzahlen von 1793 bis 1968 | Gonnord: Einwohnerzahlen von 1793 bis 1968 | Gonnord: Einwohnerzahlen von 1793 bis 1968 | Gonnord: Einwohnerzahlen von 1793 bis 1968 | Gonnord: Einwohnerzahlen von 1793 bis 1968 |
| ------------------------------------------ | ------------------------------------------ | ------------------------------------------ | ------------------------------------------ | ------------------------------------------ |
| Jahr                                       |                                            |                                            |                                            | Einwohner                                  |
| 1793                                       | 1793                                       |                                            | 1.805                                      | 1.805                                      |
| 1800                                       | 1800                                       |                                            | 828                                        | 828                                        |
| 1806                                       | 1806                                       |                                            | 1.255                                      | 1.255                                      |
| 1821                                       | 1821                                       |                                            | 1.843                                      | 1.843                                      |
| 1831                                       | 1831                                       |                                            | 1.838                                      | 1.838                                      |
| 1836                                       | 1836                                       |                                            | 1.879                                      | 1.879                                      |
| 1841                                       | 1841                                       |                                            | 1.860                                      | 1.860                                      |
| 1846                                       | 1846                                       |                                            | 1.764                                      | 1.764                                      |
| 1851                                       | 1851                                       |                                            | 1.774                                      | 1.774                                      |
| 1856                                       | 1856                                       |                                            | 1.733                                      | 1.733                                      |
| 1861                                       | 1861                                       |                                            | 1.651                                      | 1.651                                      |
| 1866                                       | 1866                                       |                                            | 1.703                                      | 1.703                                      |
| 1872                                       | 1872                                       |                                            | 1.712                                      | 1.712                                      |
| 1876                                       | 1876                                       |                                            | 1.701                                      | 1.701                                      |
| 1881                                       | 1881                                       |                                            | 1.605                                      | 1.605                                      |
| 1886                                       | 1886                                       |                                            | 1.579                                      | 1.579                                      |
| 1891                                       | 1891                                       |                                            | 1.517                                      | 1.517                                      |
| 1896                                       | 1896                                       |                                            | 1.394                                      | 1.394                                      |
| 1901                                       | 1901                                       |                                            | 1.358                                      | 1.358                                      |
| 1906                                       | 1906                                       |                                            | 1.353                                      | 1.353                                      |
| 1911                                       | 1911                                       |                                            | 1.351                                      | 1.351                                      |
| 1921                                       | 1921                                       |                                            | 1.320                                      | 1.320                                      |
| 1926                                       | 1926                                       |                                            | 1.319                                      | 1.319                                      |
| 1931                                       | 1931                                       |                                            | 1.291                                      | 1.291                                      |
| 1936                                       | 1936                                       |                                            | 1.270                                      | 1.270                                      |
| 1946                                       | 1946                                       |                                            | 1.229                                      | 1.229                                      |
| 1954                                       | 1954                                       |                                            | 1.308                                      | 1.308                                      |
| 1962                                       | 1962                                       |                                            | 1.218                                      | 1.218                                      |
| 1968                                       | 1968                                       |                                            | 1.229                                      | 1.229                                      |
| Quelle(n): EHESS/Cassini                   |                                            |                                            |                                            |                                            |

Der Bevölkerungsrückgang von Joué-Étiau und Gonnord am Ende des 18. und zu Beginn des 19. Jahrhunderts ist eine Folge der Unruhen im Rahmen des Aufstands der Vendée.
| Jahr                       | 1975 | 1982 | 1990 | 1999 | 2006 | 2013 | 2020 |
| -------------------------- | ---- | ---- | ---- | ---- | ---- | ---- | ---- |
| Einwohner                  | 1877 | 1924 | 2016 | 1914 | 2135 | 2290 | 2178 |
| Quellen: Cassini und INSEE |      |      |      |      |      |      |      |

## Sehenswürdigkeiten
- Kirche Saint-Pierre in Gonnord, Neubau aus dem Jahre 1854
- Kirche Saint-Laurent in Étiau, 1879 restauriert
- Kirche Saint-Martin in Joué mit Ursprüngen aus dem 13. Jahrhundert
- Kapelle La Maison de retraite in Gonnord, erbaut 1762
- Kapelle Notre-Dame-de-Pitié in Joué, 1870 erbaut
- Oratorium Notre-Dame-des-Justices aus dem Jahre 1864
- Oratorium im Weiler Vierge-de-la-Culbute vermutlich aus der zweiten Hälfte des 19. Jahrhunderts
- Priorat Moucherit in Gonnaord aus dem 16. Jahrhundert
- Burgruine Gonnord, seit 1926 als Monument historique eingeschrieben
- Schloss Argonne, im 16. Jahrhundert erbaut, 1846 umgebaut
- Schloss Le Plessis-Baudouin, erbaut 1852
- Haus Beaurepaire in Joué, 1564 errichtet
- Herrenhaus, genannt „Schloss La Grue“, aus dem 15. bis 17. Jahrhundert
- Herrenhaus im Weiler La Touche-Baranger, 1862 gebaut
- Herrenhaus, genannt „Schloss La Galonnière“, aus dem 16. Jahrhundert
- Windmühle im Weiler Le Gué-Robert, Neubau zu Beginn des 19. Jahrhunderts, seit 1975 als Monument historique eingeschrieben
- Brücke, genannt „Vieux Pont du Gué-Robert“, über den Ruisseau du Boisneau, vermutlich aus dem 17. Jahrhundert

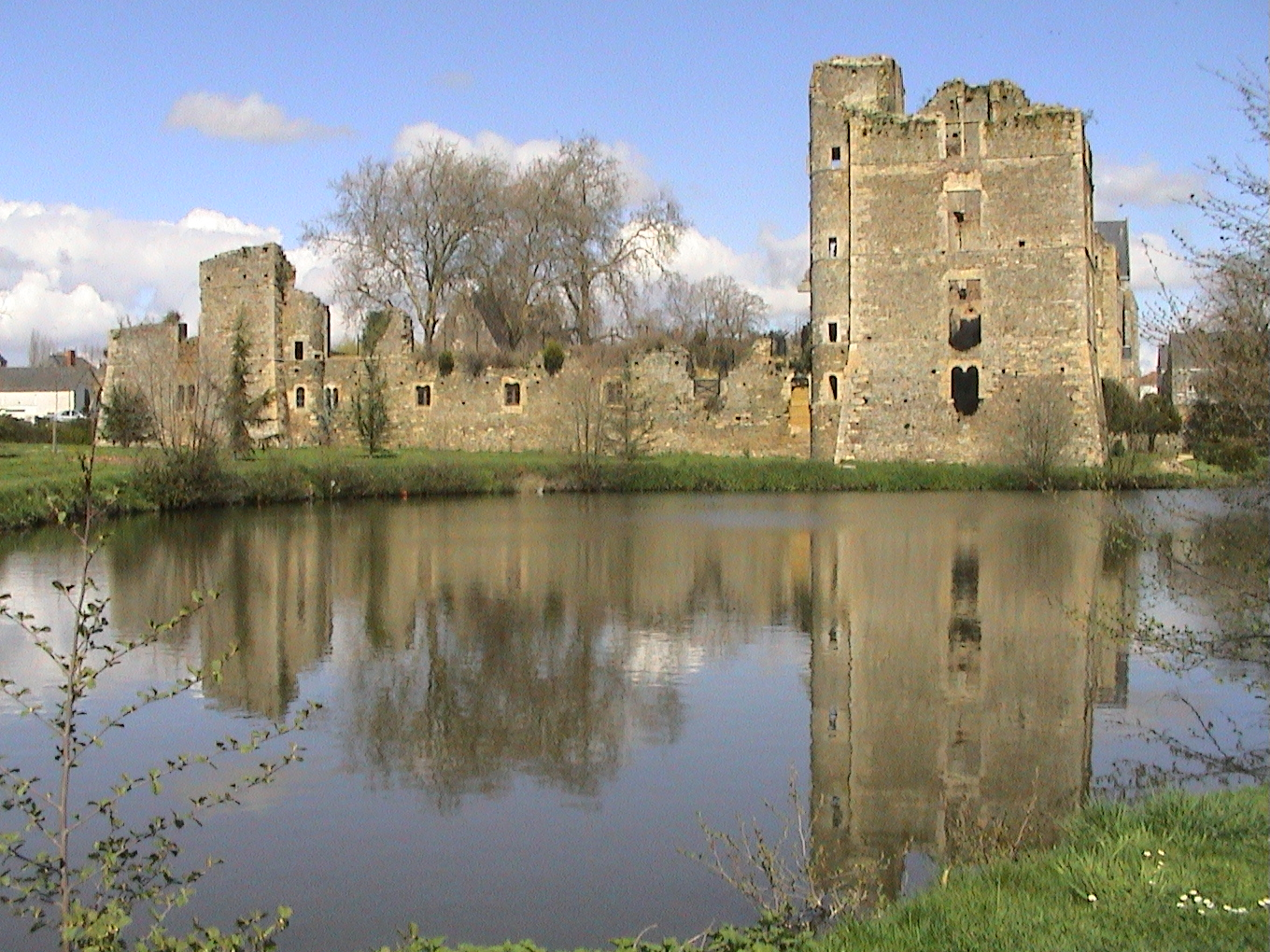
Burgruine Gonnord
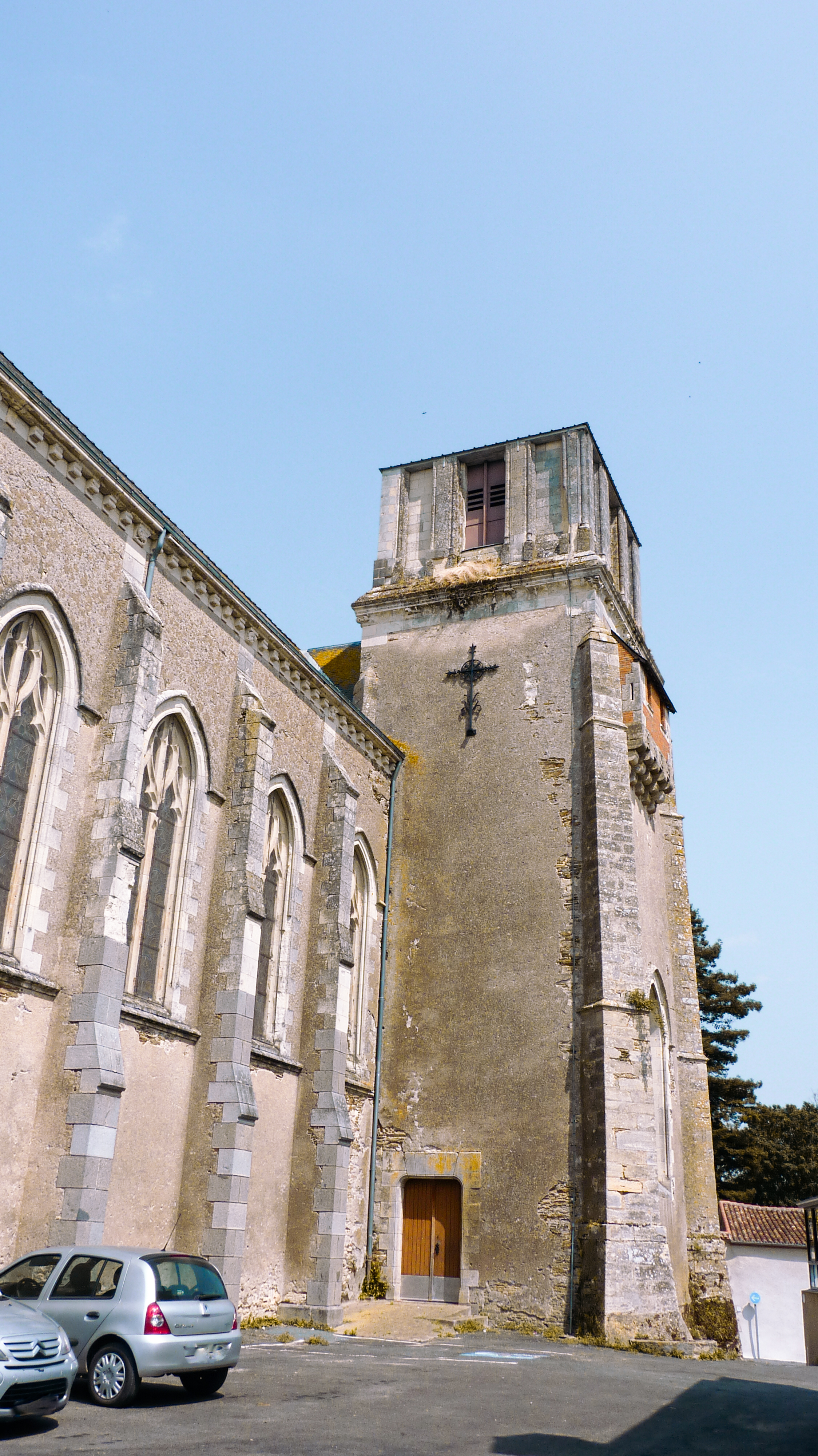
Kirche Saint-Martin in Joué
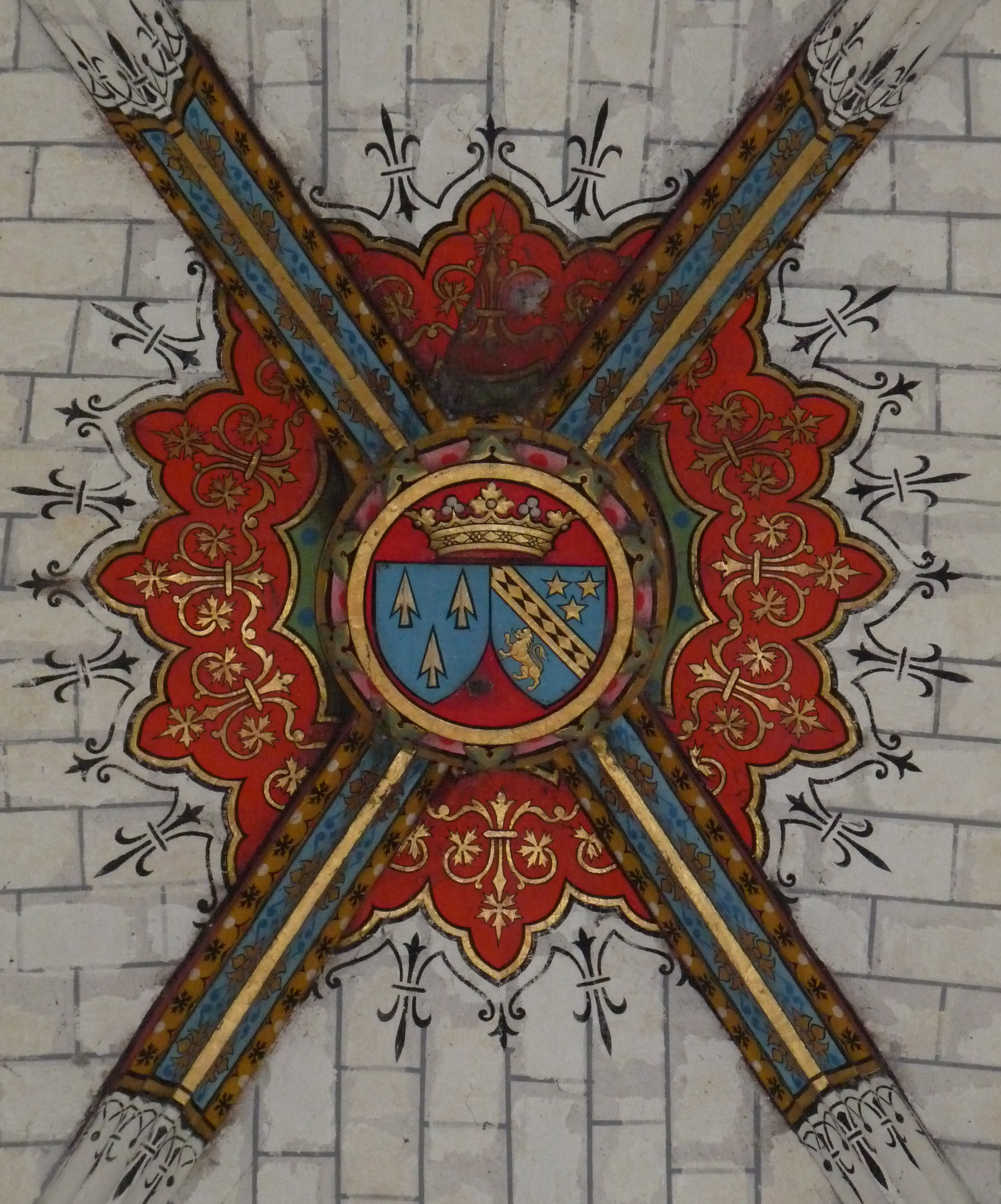
Schlussstein in der Kirche Saint-Martin
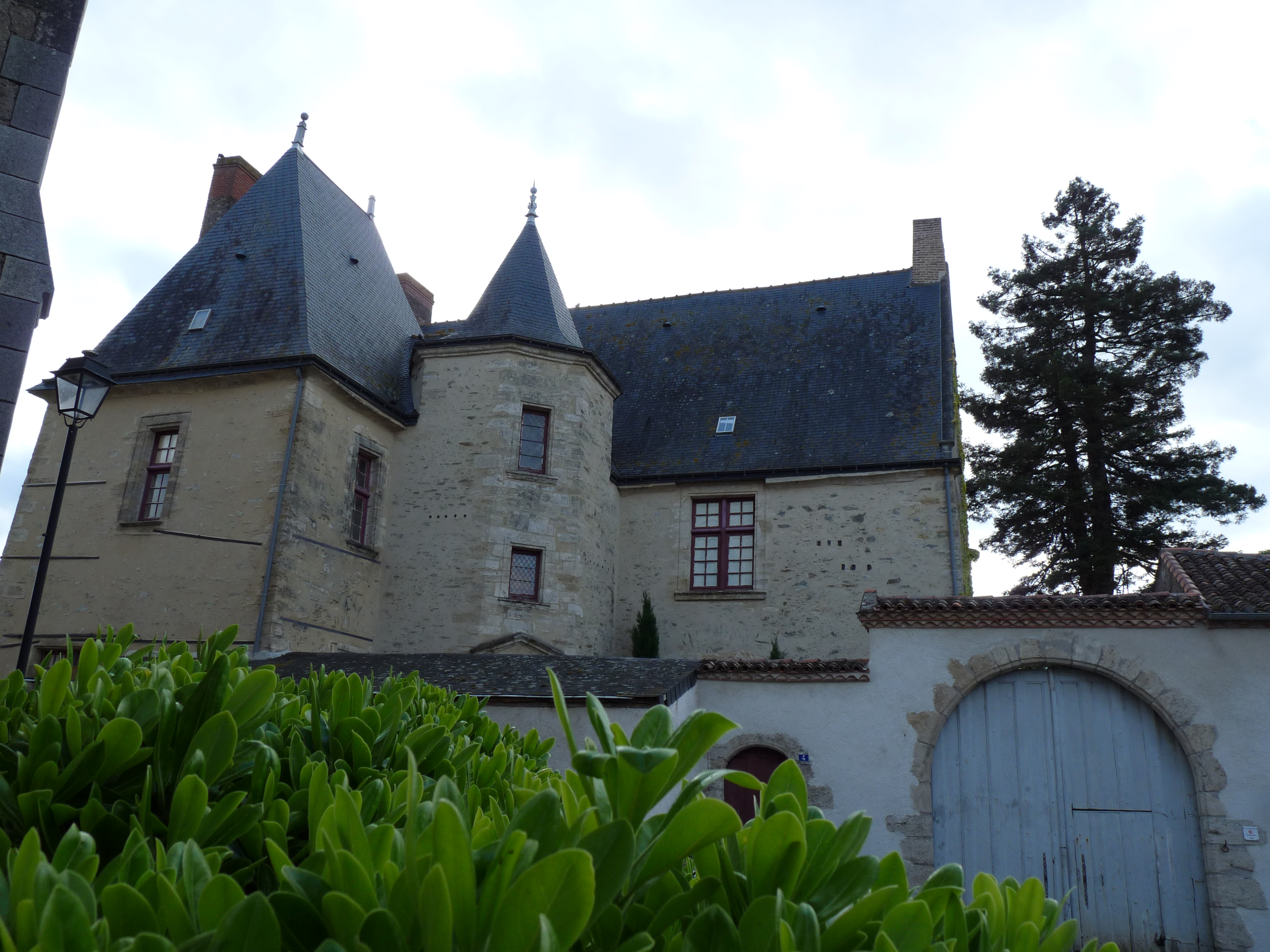
Haus Beaurepaire
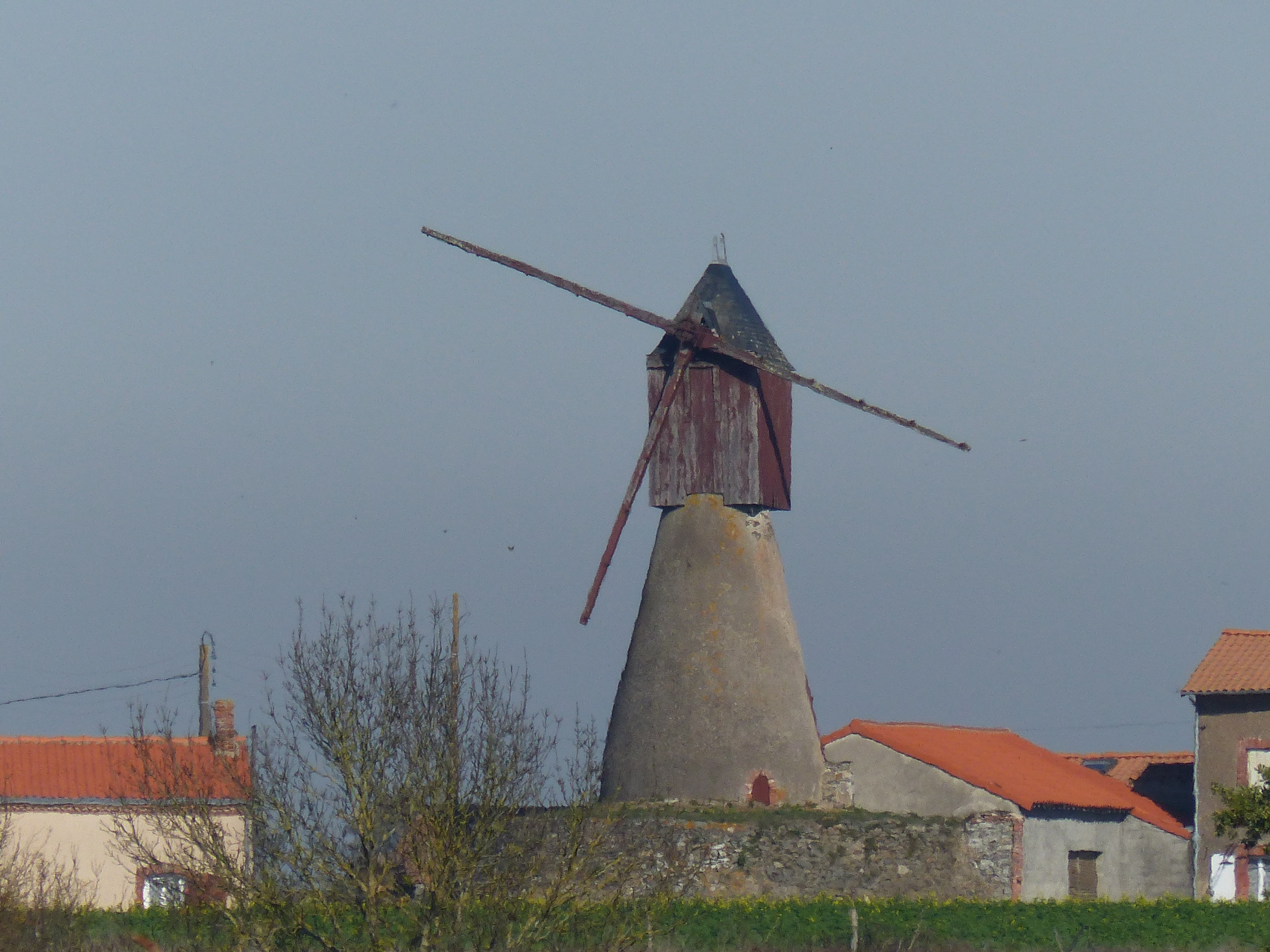
Windmühle Le Gué-Robert

## Persönlichkeiten
- Artus de Cossé, comte de Secondigny (1512–1582), Marschall Frankreichs, auf Burg Gonnord gestorben
- François Bernier (1625–1688), Arzt, in Joué-Étiau geboren
- Eugène Grellier (1850–1939), Bischof von Laval (1906–1936), in Joué-Étiau geboren